# 정병민
정병민(1984년 3월 19일 ~ )는 대한민국의 전 축구 선수로, 포지션은 공격수였다.